# Derk Bonthuis
Derk Bonthuis, né le 25 mars 1744 à Stedum et mort le 6 mai 1812 à Kroddeburen, est un homme politique néerlandais.

## Biographie
Bonthuis est agriculteur à Kröddeburen lorsqu'il est élu député unitariste d'Appingedam à la première assemblée nationale batave du 2 avril au 10 novembre 1796 en remplacement de Bernard Willem Hoffman, nommé au comité constitutionnel. Il retrouve l'assemblée le 2 octobre 1797, après la nomination de Hoffman au nouveau comité constitutionnel.
Après le coup d'État unitariste du 22 janvier 1798, Bonthuis reste député jusqu'au renversement des unitaristes le 12 juin suivant.